# Nathan Ferguson
Nathan Kirk-Patrick Ferguson (Birmingham, 6 oktober 2000) is een Engelse professionele voetballer die als verdediger speelt voor Premier League-club Crystal Palace.

## Clubcarrière

### West Bromwich Albion
Ferguson werd als 8-jarige opgenomen in de jeugdopleiding van West Bromwich Albion. Op 21 december 2017 tekende hij zijn eerste professionele contract bij de club tot de zomer van 2020. Hij maakte zijn profdebuut op 3 augustus 2019 als basisspeler in de 2-1 overwinning van Albion op de openingsdag van het seizoen tegen Nottingham Forest. In de eerste helft van dat seizoen was Ferguson veelal basisspeler bij de club, maar na de winterstop zat hij amper nog in de selectie van het eerste elftal en hij besloot daarop om aan het einde van het seizoen te vertrekken uit West Bromwich. De overstap van Ferguson was ietwat discutabel, omdat hij eigenlijk in januari 2020 al wilde vertrekken naar Crystal Palace voor 4 miljoen pond, maar toen niet door de medische keuring kwam in Londen. West Bromwich Albion klaagde hierop het transfervrije vertrek van Ferguson in de zomer aan, en de Engelse voetbalbond besliste dat Crystal Palace ondanks de transfervrije status van Ferguson toch nog 900.000 pond moest betalen voor de overstap.

### Crystal Palace
Op 21 juli 2020 tekende Ferguson een driejarig contract bij Crystal Palace. Vlak na zijn overstap naar Palace kreeg Ferguson last van een ernstige hamstringblessure, en na zijn revalidatie moest hij vanaf opnieuw van de zijlijn toekijken vanwege een operatie aan zijn achillespees.
Na een lange vertraging als gevolg van blessureleed maakte Ferguson zijn debuut op 26 december 2021 in een 3-0 nederlaag tegen Tottenham Hotspur, door in de 82e minuut in te vallen voor Tyrick Mitchell. De wedstrijden erna zat hij ook op de bank, maar kwam hij niet in actie. In februari 2022 kreeg hij opnieuw last van zijn achillespees, dat hem tot oktober van dat jaar aan de kant hield. Sindsdien zat hij niet meer bij de selectie van het eerste eltal en speelde hij enkel nog een handvol wedstrijden bij het O23-elftal van Crystal Palace.
Ondanks zijn blessureleed en slechts 8 minuten speeltijd in de hoofdmacht van de club, besloot Crystal Palace op 29 juni 2023 om zijn aflopende contract met een jaar te verlengen.

## Interlandcarrière
Hoewel hij van Jamaicaanse afkomst is, koos Ferguson er al vroeg voor om voor Engeland te spelen. In mei 2018 werd hij opgeroepen voor de Engelse O18-selectie om deel te nemen aan de Panda Cup. In juli van dat jaar zat hij ook bij de O19-selectie dat deelnam aan het EK 2018 in Finland.
Ferguson maakte zijn debuut voor de O20 van Engeland op 9 september 2019 tijdens een 1-0 overwinning tegen Zwitserland.

## Carrièrestatistieken
Tot en met 26 december 2021
| Club                 | Seizoen        | Competitie     | Competitie | Competitie | FA Cup  | FA Cup | League Cup | League Cup | Andere  | Andere | Totaal  | Totaal |
| Club                 | Seizoen        | Divisie        | Wedstr.    | Goals      | Wedstr. | Goals  | Wedstr.    | Goals      | Wedstr. | Goals  | Wedstr. | Goals  |
| -------------------- | -------------- | -------------- | ---------- | ---------- | ------- | ------ | ---------- | ---------- | ------- | ------ | ------- | ------ |
| West Bromwich Albion | 2019–20        | Championship   | 21         | 1          | 0       | 0      | 0          | 0          | 0       | 0      | 21      | 1      |
| Totaal               | Totaal         | Totaal         | 21         | 1          | 0       | 0      | 0          | 0          | 0       | 0      | 21      | 1      |
| Crystal Palace       | 2020–21        | Premier League | 0          | 0          | 0       | 0      | 0          | 0          | —       | —      | 0       | 0      |
| Crystal Palace       | 2021–22        | Premier League | 1          | 0          | 0       | 0      | 0          | 0          | —       | —      | 1       | 0      |
| Crystal Palace       | 2022–23        | Premier League | 0          | 0          | 0       | 0      | 0          | 0          | —       | —      | 0       | 0      |
| Totaal               | Totaal         | Totaal         | 1          | 0          | 0       | 0      | 0          | 0          | 0       | 0      | 1       | 0      |
| Carrièretotaal       | Carrièretotaal | Carrièretotaal | 22         | 1          | 0       | 0      | 0          | 0          | 0       | 0      | 22      | 1      |